# Ichoks Benensons
Ichoks Benensons (auch Itzchok Benensohn, * 21. Dezember 1910jul. / 3. Januar 1911greg. in Slawgorod; † vor 1945 in Riga) war ein lettischer Fußball- und Tischtennisspieler.

## Karriere und Leben
Ichoks Benensons wurde in der russischen Stadt Slawgorod in die Familie von Solomon Benensons und seiner Frau Haya (geb. Belgov) geboren. Er besuchte das Ivrit-Gymnasium in Riga. In den Jahren 1933 und 1934 absolvierte er seine Wehrpflicht im 6. Rigaer Infanterieregiment der lettischen Streitkräfte. 
Benensons spielte auf der Position des Mittelfeldspielers zwölf Jahre bei Hakoah Riga davon sieben Spielzeiten in der Virslīga, der höchsten lettischen Fußballspielklasse. Er galt als einer der beständigsten Spieler von Hakoah in den 1930er Jahren und war ein wichtiger Elfmeterschütze. Ende der dreißiger Jahre wurde Benensons zum Mannschaftskapitän von Hakoah ernannt. Benensons war auch für die Tischtennisabteilung von Hakoah aktiv. Nachdem die Sowjetunion im Jahr 1940 Lettland im Zweiten Weltkrieg überfallen hatte, wurde Hakoah aufgelöst. Benensons spielte mindestens im Frühjahr 1941 für Dinamo Riga, bevor im selben Jahr das Deutsche Reich in Lettland einmarschierte. 
Benensons starb im Ghetto Riga.

## Weblink
- Lebenslauf bei kazhe.lv (lettisch)

| Personendaten    | Personendaten                     |
| ---------------- | --------------------------------- |
| NAME             | Benensons, Ichoks                 |
| KURZBESCHREIBUNG | lettischer Fußballspieler         |
| GEBURTSDATUM     | 3. Januar 1911                    |
| GEBURTSORT       | Slawgorod, Russisches Kaiserreich |
| STERBEDATUM      | vor 1945                          |
| STERBEORT        | Riga, Reichskommissariat Ostland  |